# 10 nm
10 nm désigne le procédé de fabrication des semi-conducteurs qui succède au procédé 14 nm de fabrication par CMOS. La technologie apparaît sur le marché en 2017 dans le microprocesseur Snapdragon 835 fabriqué par Qualcomm et utilisé dans le smartphone Galaxy S8 assemblé par Samsung. Il est suivi par le SoC A10X d'Apple, fabriqué par TSMC et utilisé dans la tablette tactile iPad Pro.
En 2015, la gamme Cannonlake d'Intel est annoncée pour 2017. Mais, en 2018, la production en volume de la technologie 10 nm est à nouveau repoussée pour 2019.
Selon la feuille de route de l'ITRS, le successeur du 10 nm est la technologie 7 nm.